# Esteros (Tamaulipas)
Esteros es una localidad mexicana situada en el estado de Tamaulipas, dentro del municipio de Altamira.

## Geografía
La localidad de Esteros se ubica en el centro del municipio de Altamira, en el sureste de Tamaulipas. Se encuentra a una altura media de 26 m s. n. m. y cubre un área de 0.730 km².

### Clima
El clima predominante en Esteros es el cálido subhúmedo con lluvias en verano. Tiene una temperatura media anual de 25.1 °C y una precipitación media anual de 942.3 mm.
| Parámetros climáticos promedio de Esteros | Parámetros climáticos promedio de Esteros | Parámetros climáticos promedio de Esteros | Parámetros climáticos promedio de Esteros | Parámetros climáticos promedio de Esteros | Parámetros climáticos promedio de Esteros | Parámetros climáticos promedio de Esteros | Parámetros climáticos promedio de Esteros | Parámetros climáticos promedio de Esteros | Parámetros climáticos promedio de Esteros | Parámetros climáticos promedio de Esteros | Parámetros climáticos promedio de Esteros | Parámetros climáticos promedio de Esteros | Parámetros climáticos promedio de Esteros |
| Mes                                       | Ene.                                      | Feb.                                      | Mar.                                      | Abr.                                      | May.                                      | Jun.                                      | Jul.                                      | Ago.                                      | Sep.                                      | Oct.                                      | Nov.                                      | Dic.                                      | Anual                                     |
| ----------------------------------------- | ----------------------------------------- | ----------------------------------------- | ----------------------------------------- | ----------------------------------------- | ----------------------------------------- | ----------------------------------------- | ----------------------------------------- | ----------------------------------------- | ----------------------------------------- | ----------------------------------------- | ----------------------------------------- | ----------------------------------------- | ----------------------------------------- |
| Temp. máx. abs. (°C)                      | 35.5                                      | 39.0                                      | 41.5                                      | 45.5                                      | 45.0                                      | 42.0                                      | 41.0                                      | 41.0                                      | 39.5                                      | 38.5                                      | 38.5                                      | 37.5                                      | 45.5                                      |
| Temp. máx. media (°C)                     | 24.4                                      | 26.6                                      | 29.3                                      | 31.8                                      | 33.8                                      | 34.1                                      | 33.7                                      | 34.0                                      | 33.2                                      | 31.2                                      | 28.6                                      | 25.6                                      | 30.5                                      |
| Temp. media (°C)                          | 18.9                                      | 20.7                                      | 23.3                                      | 26.0                                      | 28.3                                      | 28.9                                      | 28.6                                      | 28.8                                      | 28.0                                      | 25.8                                      | 23.1                                      | 20.2                                      | 25.1                                      |
| Temp. mín. media (°C)                     | 13.4                                      | 14.8                                      | 17.3                                      | 20.2                                      | 22.7                                      | 23.7                                      | 23.5                                      | 23.5                                      | 22.8                                      | 20.3                                      | 17.5                                      | 14.9                                      | 19.6                                      |
| Temp. mín. abs. (°C)                      | 0.0                                       | 3.0                                       | 5.0                                       | 9.0                                       | 13.0                                      | 13.0                                      | 19.0                                      | 18.0                                      | 14.0                                      | 11.0                                      | 3.0                                       | -1.5                                      | -1.5                                      |
| Precipitación total (mm)                  | 25.5                                      | 16.2                                      | 13.8                                      | 17.6                                      | 39.2                                      | 179.0                                     | 141.2                                     | 159.5                                     | 213.4                                     | 81.9                                      | 27.1                                      | 28.0                                      | 942.4                                     |
| Días de precipitaciones (≥ 1 mm)          | 4.9                                       | 3.5                                       | 2.2                                       | 2.5                                       | 3.8                                       | 8.3                                       | 10.0                                      | 11.5                                      | 11.8                                      | 7.0                                       | 4.6                                       | 4.4                                       | 74.5                                      |
| Fuente: Servicio Meteorológico Nacional.  |                                           |                                           |                                           |                                           |                                           |                                           |                                           |                                           |                                           |                                           |                                           |                                           |                                           |

## Demografía
De acuerdo con el censo realizado en 2020 por el Instituto Nacional de Estadística y Geografía (INEGI), en Esteros había un total de 2168 habitantes, de los que 1086 eran mujeres y 1082, hombres.
En 2020 había un total de 795 viviendas, de las que 634 se encontraban habitadas.

### Evolución demográfica
Durante el período 2010-2020, Esteros tuvo un decrecimiento poblacional del -0.29 % anual.
| Gráfica de evolución demográfica de Esteros entre 1910 y 2020 |
|                                                               |
| Fuente: Instituto Nacional de Estadística y Geografía.        |